# Bílý Újezd
Bílý Újezd är en ort i Tjeckien. Den ligger i den nordöstra delen av landet, 130 km öster om huvudstaden Prag. Bílý Újezd ligger 336 meter över havet och antalet invånare är 615.
Terrängen runt Bílý Újezd är platt åt sydväst, men åt nordost är den kuperad.Runt Bílý Újezd är det ganska tätbefolkat, med 166 invånare per kvadratkilometer. Närmaste större samhälle är Rychnov nad Kněžnou, 9,1 km söder om Bílý Újezd. Trakten runt Bílý Újezd består till största delen av jordbruksmark.